# かめ!
『かめ!』は、1995年10号から1998年32号まで『モーニング』で連載された四コマ漫画である。作者はながいさわこ。続編に『かめ2』がある。

## 構成
基本的に4ページで、1ページに1話横に細長い4コマだが、コマを縦割りにしてコマ数を増やしたように見せる変則的な構成もある。中盤からショート漫画形式も多くなった。

## あらすじ
どこにでもいるような平凡な大学生の前田はある日、段ボール箱の中に捨てられている亀を拾う。名前を考えているうちに、普通に「かめ」と名づけてしまう。かめを大学に連れて行ったことから、やがて前田を含めた周囲の学生たちの生活そのものも、劇的に変わっていく。

## 登場人物

### 家がめ
かめ
道端に置いてあった段ボール箱の中に捨てられていた亀。昔はとある老婆の下で育てられていたようだ。「ぼげ」と言葉（鳴き声）を発する。二足歩行が可能なだけでなく、箸を使って食事をしたり、積み木遊びや散歩などといった類いの無邪気な行動（子どもの遊び）をよく行なう。細かいことはあまり気にしない性格。好物は桃の缶詰。テレビ番組で見かけた、ウェザー戦隊キュウレンジャーの大ファン。人をアゴの形、皮膚で見分けている。風呂に入るのも好きだが、泳ぎは苦手な模様。また、寝る時は仰向けになって寝る。
アンドリュー＝ぽて太
3巻から登場したもう一匹の亀で、左目に眉毛のようなものある顔立ちが特徴。ある大富豪の下でアンドリューと言う名前で育てられて散歩中にかめと出会い、和光荘へ身を寄せよくポテッとこけてしまう事からぽて太と名付けた。飼い主が見つかると元の飼い主の下へ戻り、その後青木が折衷で「アンドリュー＝ぽて太」と呼び定着した。かめとは対照的に、繊細でしっかりした性格で「ぷぎゅ」「ぷぎゅるぷ」「ぷ」など、かめよりも多くの言葉（鳴き声）を発し歌唱、携帯電話で会話もできる。かめとは違って桃の缶詰は嫌い。

### 人間
前田ひろし
音羽の安アパート（トイレ、風呂共同）・和光荘に住む温和な大学生でありかめとぽて太に世話を焼く。俳句同好会所属（幽霊部員）で、部室に常備してあるコーヒー用の粉クリームを舐めるのが好きであり、クリーポでなくてはというこだわりがある。自動車の運転を任されると性格が変わり、急ブレーキや急旋回は当たり前、常に運転方法をつぶやく等、臆病になる。茨城県土浦市出身。
青木
前田の同級生。実家暮らし。陽気で子供っぽい性格で戦隊ヒーロー好き。そのためか、家がめの良き遊び相手になる事が多い。かめが切っ掛けを作ってくれたことで、えりちゃん(18)と付き合うようになる。
高津茂治
長髪でどこと無くだらしない前田の同級生。前田同様、アパートに一人暮らし。
佐伯直子
衣装や服を作るのが好きな大学生、着ぐるみ研究会部長。なかなかの美人で編み物が趣味だがピンクと白の水玉、亀甲模様のセーターを作る等服のデザインセンスが全く無い。
佐伯直人
佐伯さんの双子の弟。かめのことは好きだがぽて太には「生意気そうな顔をしている」と気に入らず意地悪をする為、ぽて太には嫌われている。キャンパスのアイドルで女子の人気も高いが、ファッションセンスが姉と同じで、編んでくれた服を好んで着用、周りからは「姉に我慢して着ている」と思われている。
村上さん
下の怪に引っ越した小田切に代わって前田の隣に住んだ隣人。前田からアプローチをかけてから、次第に公私ともども前田と家がめたちと行動するようになり、周囲から交際していると思われるようになった。 俳句同好会と着ぐるみ研究会に加入し、着ぐるみ姿で路上をうろついたり、和光荘の様な安アパートを選ぶあたりよほど肝が据わってる性格と思われる。かめ2でも和光荘に住んでいて、大家さんに前田の部屋の壁の間に穴が開いている事がばれてしまった。
えりちゃん(18)
青木の彼女。青木がグズグズしている所にかめが前田のトランクスを投げ捨てて拾ってしまったがきっかけで付き合い始め、青木の影響で戦隊ヒーローが好きになり、キュウレンジャーショーのデートに行くまでの仲になっている。前田たちの会話内では「えりちゃんかっこじゅうはち」と丁寧に呼んでいる。
ぽて太の前の飼い主
前田に渡るまでのぽて太の飼い主。大富豪で教養もあるようだ。顔の部分を隠した描写で登場する。
磯貝教授
前田の通う大学の教授。家がめたちに好意を寄せるが、ぽて太からは恐れられている。丸い物を想像してかめのことを思い出してしまうことを磯貝が、かめを溺愛していることから『磯貝病』と学生達から命名されていた。眼鏡を取るとつぶらな瞳をしている。
佐倉あき子
頭脳明晰、実家暮らしで眼鏡をかけている。かめのことを「爬虫類」と呼ぶ。おしゃれなものに興味が無いなどで同世代の女の子とはあらゆる感覚がずれているが、親戚の家に行くと流行の服やおしゃれな服に着替えさせられ「着せ替え人形」にされてしまう。前田と同じ俳句同好会に所属。佐伯直人に片想い中であるが、前田に鎌をかける描写も見られる。
宮田
ぽて太の前の飼い主の家で働く使用人。
渡辺
痩せこけた頬が特徴の前田の同級生。
前田の父
土浦に住む前田の父親。果汁を「かじる」・もずくを「もくず」と呼ぶ（方言による音便変化・あるいは勘違い）。
前田はる子
土浦に住む前田の母親。父いわく、69年か100年に一度だけ咲く竹の花より美しいとのこと。ぽて太に対する勘違いの事で一度だけかめを間違って叱ったことがある。
居酒屋「おやじ」のオヤジ
前田のバイト先のオヤジ。電話面接の時、電話越しからの家がめの声から前田のことを妻に逃げられた子持ちだと勘違いしている。前田に対し厳しくあたっているが、勘違いのこともありクリスマスなどの行事の際にはささやかな贈り物をするなど優しく接する事も多い。
ウェザー戦隊キュウレンジャー
物語上で展開されている戦隊シリーズ。敵役の怪人は何故か顔を出している。出演者のうち、リーダー格であるキュウレッドは番組終了後、刑事ドラマや時代劇の悪役という、当時の特撮あがりにありがちな役者活動をしてかめはショックを受ける（なお、元ネタであるオーレンジャーのレッド役・宍戸勝も番組終了後、『刑事追う!』や『ウルトラマンダイナ』で悪役を演じていた）。
成田やちよ
磯貝の助手。佐伯直人に好意を寄せる。眉毛に特徴あり。
小田切
前田と同じ和光荘の隣の部屋に住む、司法浪人。美人の妹がいる。
人肌おやじ
居酒屋「おやじ」に来る客。人肌程度の温度の酒しか飲まない飲んだくれで、酒の温度が気に食わないと店員にあたってくる。自称:酒飲み。
大家さん
和光荘の大家。前田に残り物をくれたりする優しい大家だが、和光荘ではペット禁止でかめ達は可愛いので黙認していることに示しがつかず苦悩している。

## リメイク
- 作者のTwitterアカウント及びpixivにて、一部設定を変更し[5]新たに書き直した『かめリサイクル』が公開されている。また、それらの作品をまとめた同人誌がコミックマーケットで頒布された。[6]

## GOODS
- 「かめ!SCREENSAVER」というスクリーンセイバーが1997年に作られた。Windows版とMac版の2種類がある。収録内容は時計・電卓・スクリーンセイバー・壁紙チェンジャーである。
- 連載時、かめやぽて太のぬいぐるみがバンプレスト製作でクレーンゲームの景品になったことがあった。